# Zutphens
Het Zutphens is het stadsdialect van de Gelderse hanzestad Zutphen. Het is een Nedersaksisch dialect uit het overgangsgebied tussen het Oost-Veluws en het Achterhoeks. Bovendien heeft het sterke Hollandse invloeden ondergaan en heeft het opmerkelijke overeenkomsten met andere stadsdialecten aan de IJssel.

## Klankleer
De Nederlandse lange ee, oo en eu worden in de westelijke dialecten en accenten met een lichte naslag (een vluchtige j- of w-achtige klank) uitgesproken: [ei], [ou] en [øy]. In de meeste Nedersaksische, ook de Achterhoekse, dialecten blijven die achterwege ([e:], [o:], [ø:]), maar in het Zutphens worden ze juist als in het Nederlands, met naslag, uitgesproken.
De r wordt in het Zutphens uvulair (brouwend) uitgesproken; dit is ook het geval in het Deventers, Kampers en Zwols, maar absoluut niet op het platteland, zelfs niet in de directe omgeving van deze steden. Sociolinguïstisch onderzoek heeft aangetoond dat men die uitspraak op het platteland als iets typisch stads of zelfs als een spraakgebrek beschouwt.
Onder invloed van die typisch r is men ook de combinatie aor, corresponderend met de Nederlandse aar, als äör ([œ:ʁ]) gaan uitspreken (blaor "blaar" > bläör). Dit treft men ook elders aan, bijvoorbeeld in Nijmegen en Zwolle, en dit kenmerk wordt elders in de Achterhoek, net als de Franse r, vaak als echt Zutphens benoemd.
In Zutphen heeft men zich lang verzet tegen de verandering van de cluster sk- in sch-. Terwijl de sch op het platteland in de omgeving zeer algemeen is (en er op de Veluwe zelfs lang sj- gezegd werd) komt de sk- in het Zutphens nog in veel woorden voor, zoals skoalle "school". Dit verschijnsel treft men ook in het Zwols aan en in enkele plaatsen in Twente, steeds als taaleiland.

## Grammatica
De meeste Nedersaksische dialecten delen een eenheidsmeervoud op -t; dat wil zeggen dat de meervoudsvormen van werkwoorden in de tegenwoordige tijd in alle personen op een t uitgaan (wiej loopt, ieleuj loopt, zie loopt). Deze eigenaardigheid is in het Zutphens verdwenen en daarin vormt Zutphen een echt taaleiland.
Het verschil tussen mannelijke en vrouwelijke woorden, nog sterk aanwezig op het Achterhoekse platteland, is in het Zutphens ook verdwenen. Hier vormt Zutphen echter geen eiland op taalkaarten: ook het Veluws en veel Sallandse dialecten hebben dit onderscheid laten vallen.

## Woordenschat
De Zutphense woordenschat vertoont duidelijke Hollandse invloeden, die soms mooi in het dialectlandschap zijn ingepast. Zo heet een "broek" in Zutphen een brook, terwijl het oorspronkelijke Achterhoekse woord bokse is. Men heeft het woord waarschijnlijk van het Nederlandse broek geleend (burgers dragen tenslotte een andere broek dan boeren, vandaar het verschil) en toen aan hand van de klankwetten en onder invloed van het toponiem brook "moerasachtig land" de klinker veranderd.
Ook komen er duidelijk typisch stedelijke woorden in voor. Het woord wout voor "politieman" is inmiddels in een groot deel van Nederland en Vlaanderen verbreid geraakt, maar steeds in de steden; het komt oorspronkelijk uit het Bargoens. Op het platteland zegt men plisie(man).

## Gebruik
In Zutphen hebben zich uiteraard meer mensen van buiten het Nedersaksische taalgebied gevestigd dan in de rest van Achterhoek; navenant wordt er in Zutphen minder dialect gesproken. De taal blijkt echter nog zeer vitaal onder de autochtone bevolking en verdwijnt duidelijk niet zo snel als het Deventers of het Zwols.